# U Thant
Trong tên người Miến Điện này, U là một kính ngữ.
Thant (/θɑːnt/; tiếng Miến Điện: သန့်; MLCTS: san.; phát âm tiếng Miến Điện: [θa̰ɴ]; 22 tháng 1 năm 1909 – 25 tháng 11 năm 1974), gọi kính trọng là U Thant (/ˌuː ˈθɑːnt/) là một nhà ngoại giao người Myanmar và là Tổng Thư ký thứ ba của Liên Hợp Quốc từ năm 1961 đến năm 1971; là người châu Á đầu tiên giữ chức vụ này.
Thant có quê tại Pantanaw, ông theo học tại Trường trung học Quốc gia và tại Đại học Rangoon. Trong thời gian tình hình chính trị tại Miến Điện trở nên căng thẳng, ông giữ quan điểm ôn hòa và đặt bản thân giữa chủ nghĩa dân tộc nhiệt thành và chủ nghĩa trung thành với Anh. Ông là một người bạn thân của thủ tướng đầu tiên của Miến Điện U Nu, và giữ một số chức vụ trong nội các của Nu từ năm 1948 đến năm 1961. Thant có thái độ bình tĩnh và khiêm tốn, giúp ông được các đồng sự kính trọng.
Ông được bổ nhiệm làm Tổng Thư ký Liên Hợp Quốc vào năm 1961 sau khi người tiền nhiệm là Dag Hammarskjöld thiệt mạng trong một vụ rơi máy bay. Trong nhiệm kỳ đầu của mình, Thant tạo thuận lợi cho đàm phán giữa Tổng thống Hoa Kỳ John F. Kennedy và Chủ tịch Hội đồng Bộ trưởng Liên Xô Nikita Khrushchev trong Khủng hoảng tên lửa Cuba. Tháng 12 năm 1962, Thant ra lệnh tiến hành Chiến dịch Grand Slam, kết thúc nổi loạn ly khai tại Congo. Ông được tái bổ nhiệm làm Tổng thư ký vào ngày 2 tháng 12 năm 1966. Trong nhiệm kỳ thứ hai của mình, Thant nổi tiếng vì công khai chỉ trích hành vi của Hoa Kỳ trong Chiến tranh Việt Nam. Ông giám sát quá trình gia nhập Liên Hợp Quốc của một số quốc gia mới độc lập tại châu Phi và châu Á. Thant từ chối phục vụ nhiệm kỳ thứ ba và nghỉ hưu vào năm 1971, sau đó qua đời do ung thư phổi vào năm 1974.
Là một tín đồ Phật giáo nhiệt thành và là nhà ngoại giao Miến Điện đầu tiên phục vụ trên trường quốc tế, Thant được dân cư Miến Điện ngưỡng mộ rộng khắp và hết sức kính trọng. Khi chính phủ quân sự từ chối vinh danh ông, bạo loạn bùng phát tại Rangoon. Tuy nhiên, chính phủ đã tiến hành trấn áp mãnh liệt khiến hàng chục người tử vong.

## Tiểu sử ban đầu

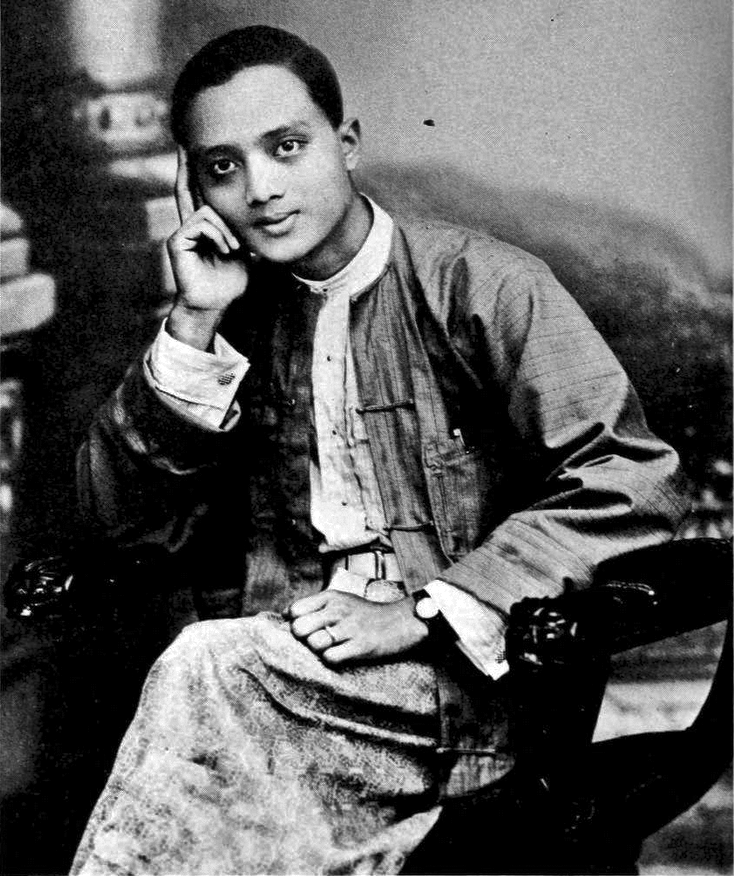
U Thant khi còn là sinh viên Đại học Rangoon năm 1927.

Thant là con cả trong bốn anh em, ông sinh tại Pantanaw, Miến Điện thuộc Anh trong một gia đình địa chủ và buôn gạo tương đối giàu có. Cha của ông là Po Hnit từng theo học tại Calcutta, Po Hnit là người duy nhất trong thị trấn có thể giao thiệp tốt bằng tiếng Anh. Po Hnit là thành viên sáng lập của Hội Nghiên cứu Miến Điện, và giúp thành lập báo The Sun (Thuriya) tại Rangoon. Mặc dù các thành viên trong gia đình ông thuộc dân tộc Miến và tôn sùng Phật giáo, song cha của Thant, theo lời Thant Myint-U (cháu ngoại của U Thant), có tổ tiên xa là "những người đến từ cả Ấn Độ và Trung Quốc, tín đồ Phật giáo và Hồi giáo, cũng như người Shan và người Mon". Po Hnit hy vọng rằng cả bốn người con trai của mình đều có bằng đại học. Những người con trai khác là Khant, Thaung, và Tin Maung trở thành các chính trị gia và học giả.
Po Hnit thu thập được một thư viện cá nhân gồm nhiều sách của Mỹ và Anh, và tạo thói quen đọc sách cho các con. Do đó, Thant trở thành một người mê đọc sách và bạn cùng trường gán biệt danh cho ông là "nhà triết học". Ngoài đọc sách, ông còn tham gia nhiều môn thể thao như đi bộ đường dài, bơi, và chơi Chinlone. Ông theo học tại Trường trung học Quốc gia tại Pantanaw. Năm 11 tuổi, Thant tham gia bãi khóa chống Đạo luật Đại học 1920. Ông có ước muốn trở thành một ký giả và khiến gia đình ngạc nhiên khi viết một bài cho tạp chí Union of Burma Boy Scouts (Liên hiệp nam hướng đạo sinh Miến Điện). Năm ông 14 tuổi, cha ông qua đời và một loạt tranh chấp thừa kế khiến cho mẹ của Thant là Nan Thaung cùng bốn người con lâm vào thời kỳ khó khăn về tài chính.
Sau khi cha qua đời, Thant tin rằng bản thân không thể lấy bằng cử nhân bốn năm và thay vào đó ông theo học hai năm lấy chứng chỉ sư phạm tại Đại học Rangoon vào năm 1926. Do là con cả, ông phải hoàn thành các nghĩa vụ làm con của mình và chịu trách nhiệm với gia đình. Tại đại học, Thant cùng với thủ tướng tương lai là Nu theo học lịch sử do D. G. E. Hall giảng dạy. Nu được một người họ hàng xa của cả hai nhờ chăm sóc cho Thant, và hai người sớm trở thành bạn thân. Thant được bầu làm đồng thư ký của Hiệp hội triết học tại đại học và thư ký của Hội Văn chương và Tranh luận. Tại Rangoon, Thant gặp J.S. Furnivall, người thành lập Câu lạc bộ Sách Miến Điện và tạp chí The World of Books- nơi Thant thường xuyên đóng góp. Furnivall thuyết phục Thant hoàn thành khóa đại học bốn năm và tham gia phục vụ công vụ song Thant từ chối. Sau khi có chứng chỉ, ông trở lại Pantanaw để giảng dạy tại Trường trung học Quốc gia với thân phận giáo viên cấp cao vào năm 1928. Ông thường xuyên tiếp xúc với Furnivall và Nu, viết bài và tham gia các cuộc thi dịch thuật của The World of Books.
Năm 1931, Thant giành giải nhất kỳ Khảo thí giáo viên toàn Miến Điện và trở thành hiệu trưởng ở tuổi 25. Thant thường xuyên đóng góp cho một số báo chí dưới bút danh "Thilawa" và dịch một số sách, trong đó có một cuốn về Hội Quốc Liên. Những người có ảnh hưởng lớn đến ông là chính trị gia Công đảng Anh Stafford Cripps, Tôn Trung Sơn và Mahatma Gandhi. Trong thời gian căng thẳng chính trị tại Miến Điện, Thant giữ quan điểm ôn hòa giữa chủ nghĩa dân tộc nhiệt thành và trung thành với Anh.

## Công chức

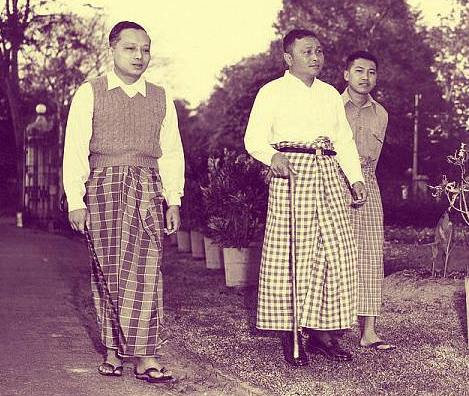
Thant cùng Nu năm 1955 khi tản bộ lúc sáng sớm

Trong Chiến tranh thế giới thứ hai, Nhật Bản chiếm đóng Miến Điện từ năm 1942 đến 1945. Người Nhật đưa Thant đến Rangoon để lãnh đạo Ủy ban Tái tổ chức Giáo dục. Tuy nhiên, Thant không có bất kỳ thực quyền nào và trở lại Pantanaw. Khi người Nhật ra lệnh cưỡng bách học tiếng Nhật trong các trường trung học tại Pantanaw, Thant bất chấp lệnh và hợp tác với phong trào kháng Nhật đang phát triển.
Năm 1948, Miến Điện giành độc lập từ Anh. Nu trở thành thủ tướng của Miến Điện độc lập, người này bổ nhiệm Thant làm giám đốc truyền thông vào năm 1948. Đến lúc này, nội chiến bùng phát tại Miến Điện, người Karen bắt đầu khởi nghĩa và Thant liều mạng đến các trại của người Karen nhằm đàm phán về hòa bình. Đàm phán đổ vỡ, và đến năm 1949 phiến quân đốt cháy quê ông, trong đó có cả nhà ông. Phiến quân từng đẩy tiền tuyến đến nơi chỉ cách thủ đô Rangoon bốn dặm Anh (~6,4 km) song bị đánh lui. Sang năm sau, Thant được bổ nhiệm làm thư ký của chính phủ Miến Điện trong Bộ Thông tin. Từ năm 1951 đến năm 1957, Thant là thư ký của thủ tướng, viết các bài phát biểu cho U Nu, dàn xếp các chuyến đi ngoại quốc của ông ta, và gặp các khách ngoại quốc. Trong toàn thời kỳ này, ông là bạn tâm giao và cố vấn thân cận nhất của U Nu.
Ông cũng tham gia một số hội nghị quốc tế và là thư ký của Hội nghị thượng định Á-Phi lần thứ nhất vào năm 1955 tại Bandung, Indonesia, là sự kiện khai sinh Phong trào Không liên kết. Từ năm 1957 đến năm 1961, ông là đại biểu thường trực của Miến Điện tại Liên Hợp Quốc và trở nên tích cực tham gia trong các cuộc đàm phán về Ageria độc lập. Năm 1961, Thant được bổ nhiệm làm chủ tịch của Ủy ban Liên Hợp Quốc về Congo. Chính phủ Miến Điện trao cho ông huân chương Maha Thray Sithu.

## Tổng thư ký Liên Hợp Quốc
Tháng 9 năm 1961, Tổng thư ký Liên Hợp Quốc Dag Hammarskjöld thiệt mạng trong một tai nạn máy bay trên đường đến Congo. Hội đồng Bảo an gấp rút tìm kiếm một tổng thư ký mới, song lâm vào bế tắc trong vòng vài tuần sau đó, nguyên nhân là Hoa Kỳ và Liên Xô không thể đồng thuận về bất kỳ ứng cử viên nào do các thành viên khác đề xuất. Các siêu cường không còn phản đối khi các đại biểu từ các quốc gia nhỏ và Phong trào Không liên kết đề cử Thant tiếp tục nhiệm kỳ còn lại của Hammarskjöld. Ngày 3 tháng 11 năm 1961, Thant được Đại hội đồng nhất trí bầu làm quyền tổng thư ký, theo tiến cử của Hội đồng Bảo an trong Nghị quyết 168. Ngày 30 tháng 11 năm 1962, Đại hội đồng nhất trí bổ nhiệm ông làm tổng thư ký trong một nhiệm kỳ sẽ kết thúc vào ngày 3 tháng 11 năm 1966. Trong nhiệm kỳ đầu tiên, ông giành được uy tín rộng rãi do vai trò của mình trong tháo ngòi nổ Khủng hoảng tên lửa Cuba và kết thúc Nội chiến Congo. Ông cũng phát biểu rằng mình muốn làm dịu căng thẳng giữa các đại cường trong khi phục vụ tại Liên Hợp Quốc.

### Nhiệm kỳ thứ nhất
—Adlai Stevenson, Ủy ban Ngoại giao Thượng viện Hoa Kỳ khóa 88, 13 tháng 3 năm 1963

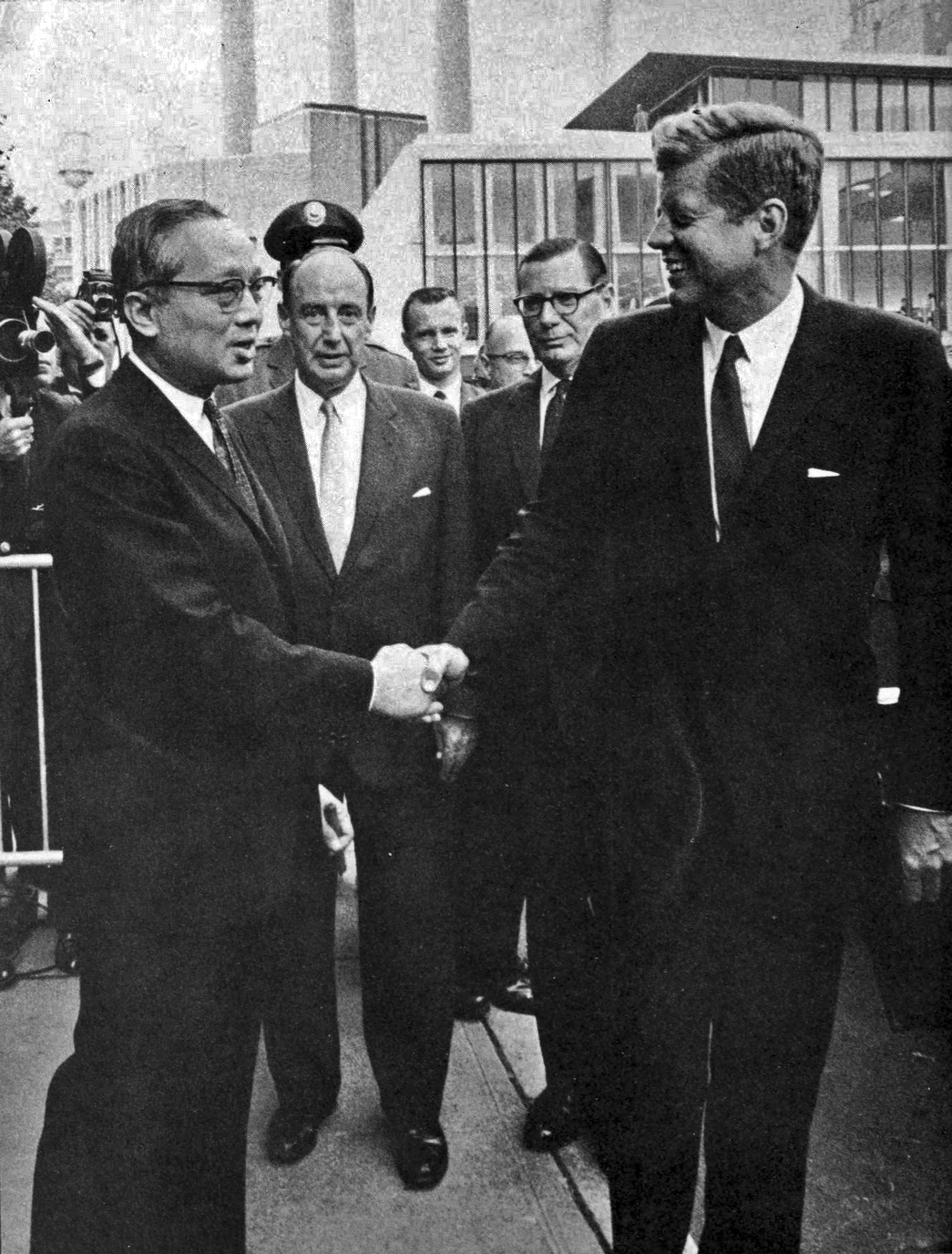
Thant bắt tay John F. Kennedy khi tổng thống Mỹ này đến thăm Trụ sở Liên Hợp Quốc.

Chưa đầy một năm trên cương vị Tổng thư ký, Thant phải đối diện với một thách thức nguy cấp là tháo ngòi nổ Khủng hoảng tên lửa Cuba, thời khắc thế giới tiến gần nhất đến chiến tranh hạt nhân. Ngày 20 tháng 10 năm 1962, hai ngày trước khi tuyên bố công khai, Tổng thống Hoa Kỳ John F. Kennedy trưng cho Thant các ảnh trinh sát trên không của máy bay U-2 về các căn cứ tên lửa của Liên Xô tại Cuba. Tổng thống Hoa Kỳ sau đó ra lệnh "cách ly" hải quân nhằm loại bỏ toàn bộ vũ khí tấn công từ các tàu của Liên Xô đi hướng về Cuba. Trong khi đó, các tàu của Liên Xô tiếp cận khu vực cách ly. Để tránh đối đầu hải quân, Thant đề xuất rằng Hoa Kỳ sẽ đảm bảo không xâm chiếm Cuba để đổi lấy việc Liên Xô rút tên lửa. Chủ tịch Hội đồng Bộ trưởng Liên Xô Khrushchev hoan nghênh đề xuất, nó tạo cơ sở cho các đàm phán tiếp theo. Khrushchev còn chấp thuận đình chỉ vận chuyển tên lửa trong khi đang diễn ra đàm phán. Tuy nhiên, ngày 27 tháng 10 năm 1962, một máy bay U-2 bị bắn hạ trên không phận Cuba, khiến khủng hoảng thêm sâu sắc. Kennedy chịu áp lực mãnh liệt từ Hội đồng Tham mưu trưởng Liên quân và Ủy ban Hành pháp là phải xâm chiếm Cuba, song ông ta hy vọng Thant đóng vai trò trung gian và sau đó đáp lại hai cơ quan này, "Mặt khác chúng ta có U Thant, và chúng ta không muốn đánh đắm một chiếc tàu...ngay giữa khi U Thant được cho là đang thu xếp để người Nga ở ngoài."
Các cuộc đàm phán tiếp tục, Hoa Kỳ chấp thuận tháo dỡ các tên lửa tại Thổ Nhĩ Kỳ và đảm bảo không bao giờ xâm chiếm Cuba để đổi lấy việc loại bỏ các tên lửa Liên Xô tại Cuba. Thant đi máy bay đến Cuba và thảo luận cùng Fidel Castro để cho phép các thanh sát viên tên lửa Liên Hợp Quốc giám sát và trao trả thi thể phi công U-2 bị bắn hạ. Fidel Castro tức giận trước việc Liên Xô chấp thuận loại bỏ tên lửa mà không cho ông biết, do vậy thẳng thừng bác bỏ bất kỳ thanh sát viên Liên Hợp Quốc nào, song trao trả thi thể phi công, Hoạt động thanh sát được phi cơ và chiến hạm Hoa Kỳ thực hiện trên biển. Khủng hoảng được giải quyết và một cuộc chiến giữa các siêu cường bị ngăn chặn.
Mặc dù thể hiện là một người theo chủ nghĩa hòa bình và một tín đồ Phật giáo sùng đạo, ông không lưỡng lự sử dụng vũ lực khi cần thiết. Trong Nội chiến Congo năm 1962, quân ly khai dưới quyền Moise Tshombe liên tục tấn công lực lượng của Liên Hợp Quốc tại Congo. Trong tháng 12 năm 1962, sau khi lực lượng Liên Hợp Quốc phải chịu một cuộc tấn công liên tục kéo dài bốn ngày tại Katanga, Thant ra lệnh tiến hành "Chiến dịch Grand Slam" nhằm mục tiêu để lực lượng Liên Hợp Quốc hoạt động hoàn toàn tự do trên toàn Katanga. Chiến dịch tỏ ra kiên quyết và kết thúc nổi loạn ly khai. Đến tháng 1 năm 1963, thủ đô của quân ly khai là Elizabethville rơi vào tay lực lượng Liên Hợp Quốc.
Do vai trò của ông trong việc tháo ngòi nổ khủng hoảng Cuba và các nỗ lực duy trì hòa bình khác, đại biểu thường trực của Na Uy tại Liên hiệp Quốc truyền tin cho Thant rằng ông sẽ được trao giải Nobel Hòa bình 1965. Ông khiêm tốn đáp lại "Chẳng phải Tổng thư ký chỉ làm công việc của mình khi hành động vì hòa bình sao?" Trên phương diện khác, Chủ tịch Gunnar Jahn của ủy ban giải Nobel Hòa bình vận động mãnh liệt chống lại việc trao giải cho Thant, và cuối cùng giải được trao cho UNICEF. Bất đồng kéo dài trong ba năm và không có giải Nobel hòa bình nào được trao vào năm 1966 và 1967, khi Gunnar Jahn phủ quyết hữu hiệu việc trao giải cho Thant. Một thuộc cấp của Thant, và cũng từng được trao giải Nobel là Ralph Bunche phê bình quyết định của Gunnar Jahn là "bất công thô bạo đối với U Thant."
Đêm trước Giáng Sinh năm 1963, xung đột liên cộng đồng bùng phát tại Síp. Người Síp gốc Thổ Nhĩ Kỳ rút vào các khu tách biệt của họ, khiến chính phủ trung ương hoàn toàn nằm dưới quyền kiểm soát của người Síp gốc Hy Lạp. Một "lực lượng kiến tạo hòa bình" được lập ra dưới quyền chỉ huy của Anh song không thể kết thúc chiến đấu, và một hội nghị về Síp được tổ chức tại Luân Đôn trong tháng 1 năm 1964 kết thúc trong bất đồng. Ngày 4 tháng 3 năm 1964, giữa nguy cơ thù địch gia tăng về quy mô, Hội đồng Bảo an nhất trí cấp quyền cho Thant lập một lực lượng duy trì hòa bình tại Síp, với ủy thác giới hạn trong ba tháng nhằm ngăn chặn tái diễn giao tranh và khôi phục trật tự. Hội đồng còn yêu cầu tổng thư ký bổ nhiệm một nhà trung gian nhằm tìm kiếm một giải pháp hòa bình cho vấn dề Síp. Thant bổ nhiệm Galo Plaza Lasso làm trung gian song người này từ chức khi báo cáo của ông ta bị Thổ Nhĩ Kỳ bác bỏ trong tháng 3 năm 1965, và trách nhiệm người dàn xếp hết hiệu lực.
Tháng 4 năm 1964, Thant chấp thuận để Tòa Thánh làm quan sát viên thường trực. Dường như không có sự tham gia của Hội đồng Bảo an hay Đại hội đồng trong quyết định này.

### Nhiệm kỳ thứ hai
Thant được Đại hội đồng tái bổ nhiệm làm Tổng thư ký Liên Hợp Quốc vào ngày 2 tháng 12 năm 1966, theo tiến cử nhất trí của Hội đồng Bảo an. Nhiệm kỳ của ông tiếp tục đến khi ông nghỉ hưu vào ngày 31 tháng 12 năm 1971. Trong nhiệm kỳ này, ông giám sát quá trình hàng chục quốc gia mới tại châu Á và châu Phi gia nhập Liên Hợp Quốc và là một đối thủ kiên quyết của apartheid tại Nam phi. Ông cũng cho lập nhiều cơ quan, quỹ và chương trình phát triển và môi trường của Liên Hợp Quốc, như Chương trình Phát triển Liên Hợp Quốc (UNDP), Đại học Liên Hợp Quốc, Hội nghị Liên Hợp Quốc về Thương mại và Phát triển, Viện Liên Hợp Quốc về Đào tạo và Nghiên cứu (UNITAR), và Chương trình Môi trường Liên Hợp Quốc. Chiến tranh Sáu Ngày giữa các quốc gia Ả Rập và Israel, Mùa xuân Praha và sau đó là Liên Xô xâm chiếm Tiệp Khắc, và Chiến tranh Ấn Độ–Pakistan 1971 kéo theo khai sinh Bangladesh đều diễn ra trong nhiệm kỳ thứ hai của ông trong vai trò tổng thư ký.

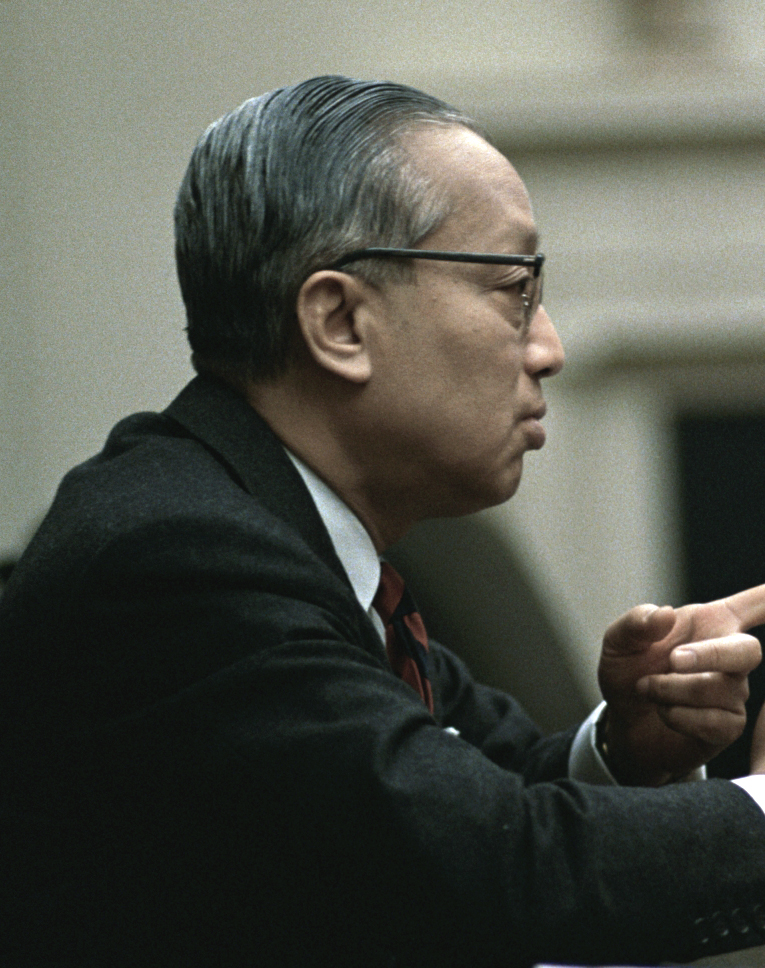
U Thant họp cùng Tổng thống Hoa Kỳ Lyndon B. Johnson tại Nhà Trắng, ngày 21 tháng 2 năm 1968.

Ông bị chỉ trích tại Hoa Kỳ và Israel vì chấp thuận rút lực lượng Liên Hợp Quốc khỏi Sinai vào năm 1967 theo yêu cầu từ Tổng thống Ai Cập Nasser. Đại biểu thường trực của Ai Cập thông báo cho Thant rằng chính phủ Ai Cập quyết định kết thúc sự hiện diện của lực lượng Liên Hợp Quốc tại Sinai và Dải Gaza, và yêu cầu các bước rút quân càng sớm càng tốt. Thant không có lựa chọn nào khác ngoài chấp thuận. Liên Hợp Quốc sau đó phát biểu "Do Israel từ chối chấp thuận UNEF trên lãnh thổ của họ, lực lượng chỉ được triển khai bên phía Ai Cập của biên giới, và do đó nhiệm vụ của họ hoàn toàn tùy thuộc sự thỏa thuận của Ai Cập với tư cách quốc gia chủ nhà. Một khi sự thỏa thuận là triệt thoái, hoạt động của họ không còn được duy trì."
Khủng hoảng Síp lại nổi lên vào tháng 11 năm 1967, song đe dọa can thiệp quân sự của Thổ Nhĩ Kỳ được ngăn chặn, phần lớn là do Hoa Kỳ phản đối. Các cuộc đàm phán được tiến hành giữa Cyrus Vance đại diện cho hoa Kỳ và José Rolz-Bennett nhân danh tổng thư ký nhằm tìm một giải pháp. Thương thảo liên cộng đồng bắt đầu trong tháng 6 năm 1968, thông qua các quan chức của tổng thư ký, nằm trong quá trình tìm giải pháp. Thương thảo bế tắc, song Thant đề xuất một công thức để tái kích hoạt chúng dưới bảo trợ của đại diện đặc biệt của ông là B.F. Osorio-Tafall, và chúng khôi phục vào năm 1972, sau khi Thant rời chức vụ.
Mối quan hệ từng hữu hảo với chính phủ Hoa Kỳ của ông nhanh chóng xấu đi khi ông công khai chỉ trích hành vi của Hoa Kỳ trong Chiến tranh Việt Nam. Các nỗ lực của ông về đàm phán hòa bình trực tiếp giữa Hoa Kỳ và miền Bắc Việt Nam cuối cùng bị chính phủ Johnson bác bỏ.

### Nghỉ hưu
Ngày 23 tháng 1 năm 1971, Thant dứt khoát tuyên bố rằng dù trong bất kỳ hoàn cảnh nào ông cũng không sẵn sàng cho một nhiệm kỳ tổng thư kỳ thứ ba. Trong nhiều tuần lễ, Hội đồng Bảo an bế tắc trong tìm kiếm một người kế nhiệm trước quyết định cuối cùng là để Kurt Waldheim làm tổng thư ký tiếp theo vào ngày 21 tháng 12 năm 1971, chỉ mười ngày trước khi nhiệm kỳ thứ hai của Thant kết thúc.
Không giống như hai người tiền nhiệm, Thant nghỉ hưu sau mười năm giao thiệp với toàn bộ các đại cường quốc. Năm 1961, khi ông lần đầu được bổ nhiệm, Liên Xô nỗ lực kiên quyết về công thức nhóm ba tổng thư ký, mỗi người đại diện cho mỗi khối trong Chiến tranh Lạnh, nhằm duy trì tính bình đẳng trong Liên Hợp Quốc giữa các siêu cường. Đến năm 1966, khi Thant được tái bổ nhiệm, toàn bộ các đại cường quốc, trong cuộc bỏ phiếu nhất trí của Hội đồng Bảo an, xác nhận tầm quan trọng của chức vụ tổng thư ký cùng các chức vụ dưới quyền, một đóng góp hiển nhiên của Thant.
Trong diễn văn tạm biệt trước Đại hội đồng Liên Hợp Quốc, Tổng thư ký Thant phát biểu rằng ông cảm thấy rất nhẹ nhõm khi thoát khỏi gánh nặng của chức vụ. Trong một bài xã luận xuất bản khoảng ngày 27 tháng 12 năm 1971, tán dương Thant, The New York Times viết rằng "những lời khuyên khôn ngoan của người đàn ông tận tụy cho hòa mình này sẽ vẫn cần thiết sau khi ông nghỉ hưu". Bài xã luận có tiêu đề "The Liberation of U Thant" (Sự giải phóng của U Thant).
Sau khi nghỉ hưu, Thant được bổ nhiệm làm một thành viên cấp cao trong Học viện Adlai Stevenson về sự vụ quốc tế. Ông dành những năm cuối đời để viết sách và và ủng hộ sự phát triển của một cộng đồng toàn cầu thực sự và các chủ đề chung khác mà ông từng nỗ lực xúc tiến trong thời gian giữ chức tổng thư ký. Trong thời gian tại nhiệm tổng thư ký, Thant sống tại Riverdale, Bronx, trong một bất động sản rộng 4,75 mẫu Anh (1,92 ha) gần đường 232, giữa các đại lộ Palisade và Douglas.

## Qua đời và di sản

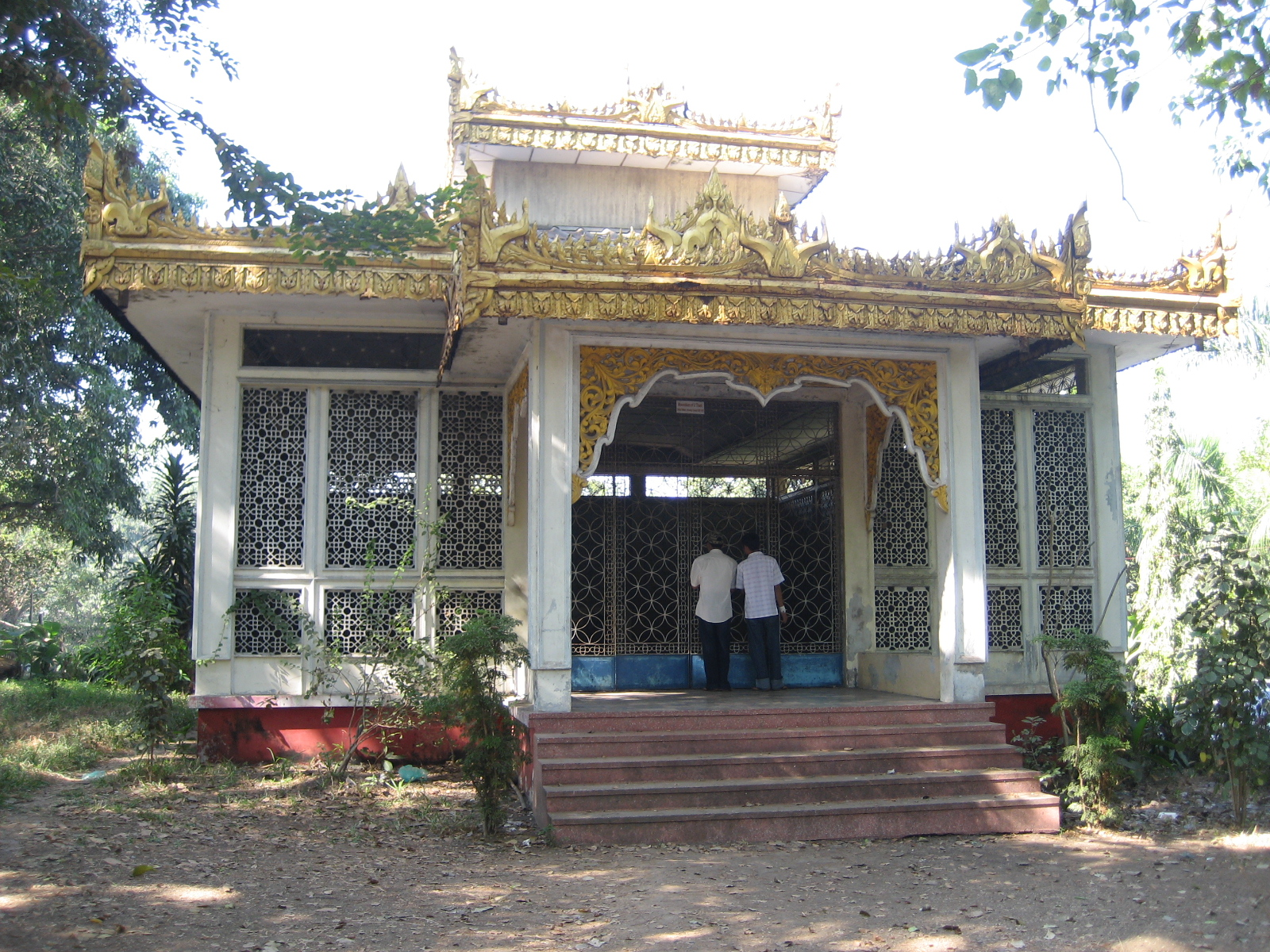
Mộ của Thant, đường chùa Shwedagon, Rangoon.

Thant qua đời do ung thư phổi tại New York vào ngày 25 tháng 11 năm 1974. Đương thời, Miến Điện do chính phủ quân sự cai trị, họ từ chối vinh danh ông. Tổng thống Miến Điện đương thời là Ne Win đố kỵ với tầm vóc quốc tế của Thant và sự kính trọng của dân chúng Miến Điện dành cho ông. Ne Win cũng oán giận liên hệ thân thiết của Thant với chính phủ dân chủ của U Nu, tức chính quyền mà Ne Win lật đổ trong một cuộc đảo chính quân sự vào ngày 2 tháng 3 năm 1962. Ne Win ra lệnh không công chức nào được tham dự hay kỷ niệm an táng Thant.
Từ trụ sở Liên Hợp Quốc tại New York, thi thể của Thant được đưa về Rangoon, song không có đội quân danh dự hay các quan chức cấp cao hiện diện tại sân bay khi quan tài đến ngoại trừ Thứ trưởng giáo dục U Aung Tun, nhân vật này sau đó bị cách chức. Ngày an táng Thant 5 tháng 12 năm 1974, hàng chục nghìn người xếp hàng trên đường phố Rangoon để biểu thị lòng kính trọng của họ. Quan tài của Thant được đặt tại trường đua Kyaikasan tại Rangoon trong vài giờ trước khi được an táng theo kế hoạch. Quan tài của Thant sau đó bị một nhóm sinh viên lấy đi ngay trước khi được đưa đi an táng theo kế hoạch trong một nghĩa trang bình thường tại Rangoon. Các sinh viên an táng Thant trong khuôn viên cũ của Hiệp hội sinh viên Đại học Rangoon (RUSU), là nơi Ne Win cho phá hủy vào ngày 8 tháng 7 năm 1962.
Trong thời gian từ 5-11 tháng 12, các sinh viên cũng xây dựng một bảo tàng tạm thời về Thant trên khuôn viên của RUSU và có các diễn văn chống chính phủ. Trong những giờ đầu buổi sáng ngày 11 tháng 12 năm 1974, binh sĩ chính phủ xông vào trường, giết một số sinh viên đang bảo vệ bảo tàng tạm thời, đem quan tài Thant đi an táng tại chân chùa Shwedagon. Hay tin binh sĩ đột kích Đại học Rangoon và dời quan tài của Thant, nhiều người làm loạn trên các đường phố tại Rangoon. Thiết quân luật được công bố tại Rangoon và khu vực xung quanh. Các sự kiện được gọi là khủng hoảng U Thant—các cuộc biểu tình do sinh viên lãnh đạo trước cách đối xử tệ của chính phủ với Thant song bị trấn áp.

## Sinh hoạt cá nhân

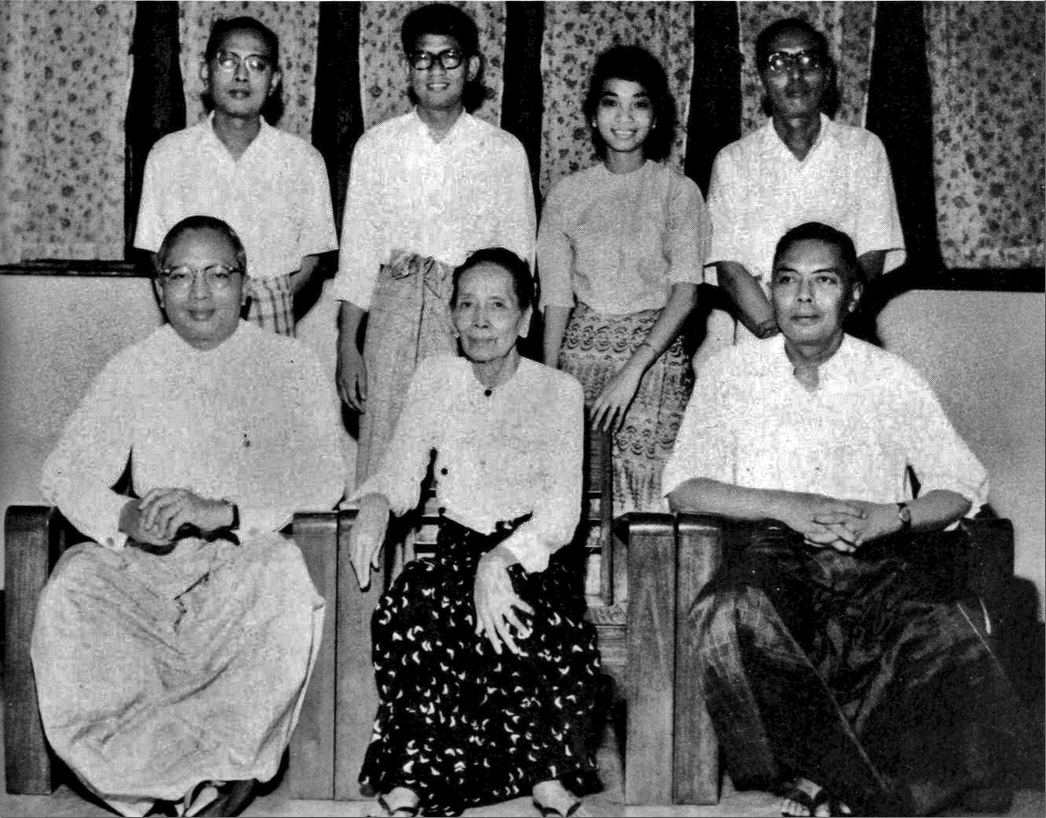
Thant cùng gia đình, trong đó có các em trai Khant, Thaung và Tin Maung, mẹ Nan Thaung, cùng con gái Aye Aye Thant và con rể Tyn Myint-U, năm 1964.

Thant có ba em trai là Khant, Thaung, và Tin Maung. Ông kết hôn với Daw Thein Tin. Thant có hai con trai song đều mất sớm; Maung Bo mất khi còn sơ sinh, còn Tin Maung Thant ngã từ xe buýt khi thăm Yangon. Đám tang của Tin Maung Thant có sự tham gia của những quan chức cấp cao, và lớn hơn quốc tang của Phó Đề đốc Than Pe, một thành viên trong Hội đồng Cách mạng gồm 17 người và là bộ trưởng y tế và giáo dục. Thant còn lại một con gái, một con trai nuôi, năm cháu ruột, và năm chắt ruột. Cháu trai ruột duy nhất của ông là Thant Myint-U trở thành một sử gia và là cựu quan chức cấp cao của Cơ quan Liên Hợp Quốc về chính vụ và là tác giả của The River of Lost Footsteps, một phần tiểu sử của Thant.
Trong nhiệm kỳ tổng thư ký của mình, Thant theo đuổi các báo cáo về UFO với một số quan tâm; năm 1967, ông sắp xếp cho nhà vật lý khí quyển người Mỹ James E. McDonald phát biểu trước Nhóm sự vụ ngoại không gian của Liên Hợp Quốc về đề tài UFO.

## Giải thưởng, vinh dự
Thant thường miễn cưỡng nhận các giải thưởng và danh dự do bản tính khiên tốn cũng như liên hệ công khai với chúng. Ông từ chối vinh dự cao thứ nhì của Miến Điện mà chính phủ U Nu trao cho ông vào năm 1961. Khi ông được thông báo rằng giải Nobel Hòa bình 1965 sẽ được trao cho UNICEF do Chủ tịch Gunnar Jahn phủ quyết, theo lời Walter Dorn thì Thant cảm thấy vui lòng. Tuy nhiên, ông nhận giải Jawaharlal Nehru về Thông cảm quốc tế vào năm 1965, giải Hòa bình Gandhi vào năm 1972, và hàng chục bằng danh dự khác.
Thant nhận bằng luật danh dự (LL.D) của Đại học Carleton, Học viện Williams, Đại học Princeton, Học viện Mount Holyoke, Đại học Harvard, Học viện Dartmouth, Đại học California tại Berkeley, Đại học Denver, Học viện Swarthmore, Đại học New York, Đại học Moskva, Đại học Queen's, Học viện Colby, Đại học Yale, Đại học Windsor, Học viện Hamilton, Đại học Fordham, Học viện Manhattan, Đại học Michigan, Đại học Delhi, Đại học Leeds, Đại học Louvain, Đại học Alberta, Đại học Boston, Đại học Rutgers, Đại học Dublin (trường Ba Ngôi), Đại học Laval, Đại học Columbia, Đại học Philippines, và Đại học Syracuse. Ông cũng nhận bằng tiến sĩ thần học danh dự từ Giáo hội First Universal; tiến sĩ luật quốc tế từ Đại học Quốc tế Florida; tiến sĩ luật từ Đại học Hartford; tiến sĩ luật dân sự danh dự từ Đại học Colgate; tiến sĩ nhân văn từ Đại học Duke.
Giải thưởng hòa bình U Thant do Nhóm Trầm tư Liên Hợp Quốc lập ra để công nhận và vinh danh các cá nhân hoặc tổ chức có thành tựu xuất sắc hướng đến hòa bình thế giới. Nhóm này cũng đặt tên một đảo nhỏ tại East River đối diện trụ sở Liên Hợp Quốc là đảo U Thant. Jalan U-Thant (đường U-Thant) và thị trấn Taman U-Thant tại Kuala Lumpur, Malaysia cũng được đặt tên nhằm vinh danh ông.
Tháng 12 năm 2013, nhờ nỗ lực của con gái Aye Aye Thant và cháu trai Thant Myint-U, nhà của Thant tại Yangon được chuyển thành một bảo tàng với các ảnh, tác phẩm và đồ dùng cá nhân của ông.